# شون روبنسون (لاعب اتحاد الرغبي)
شون روبنسون (بالإنجليزية: Sean Robinson)‏ هو لاعب اتحاد الرغبي جنوب أفريقي، ولد في 2 نوفمبر 1993 في بريتوريا في جنوب أفريقيا.

## وصلات خارجية
- شون روبنسون على موقع ItsRugby.co.uk (الإنجليزية)